# Castulo diplographa
Castulo diplographa är en fjärilsart som beskrevs av Turner 1899. Castulo diplographa ingår i släktet Castulo och familjen björnspinnare. Inga underarter finns listade i Catalogue of Life.